# Вестлейк-Вілледж
Вестлейк-Вілледж (англ. Westlake Village) — місто (англ. city) у США, в окрузі Лос-Анджелес штату Каліфорнія, засноване в 1981 році, що стало 82-м муніципалітетом округу Лос-Анджелес Населення — 8217 осіб (2019). 
Громада лежить на межі між округами Лос-Анджелес і Вентура. У середині міста розташоване озеро. Приблизно дві третини громади раніше були приєднані до міста Таузанд-Оакс.

## Історія

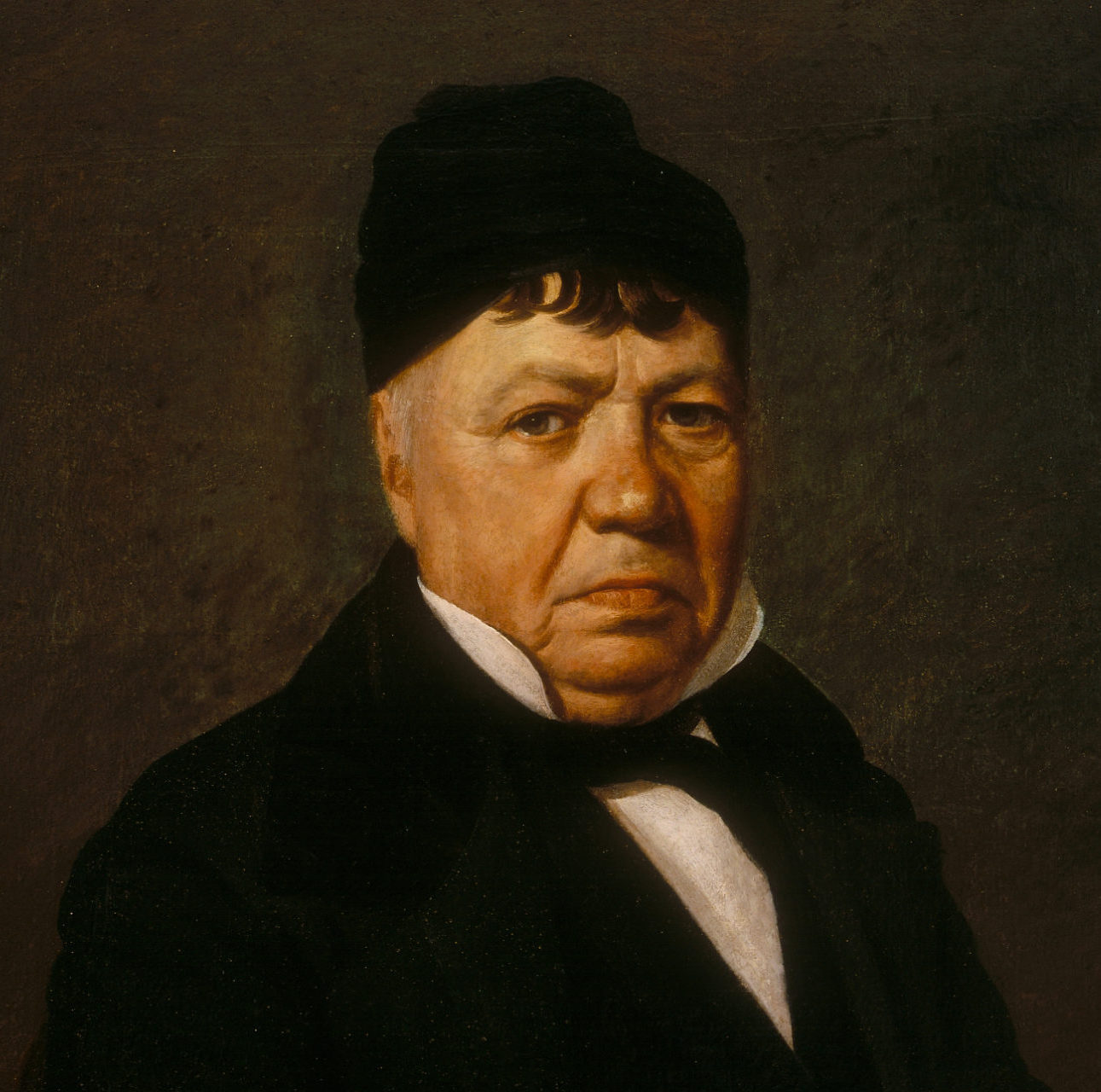
Вестлейк-Вілледж був частиною Ранчо Ель-Конехо, що належав Дону Хосе де ла Герра-і-Нор'єга, засновнику видатної каліфорнійської родини Герра

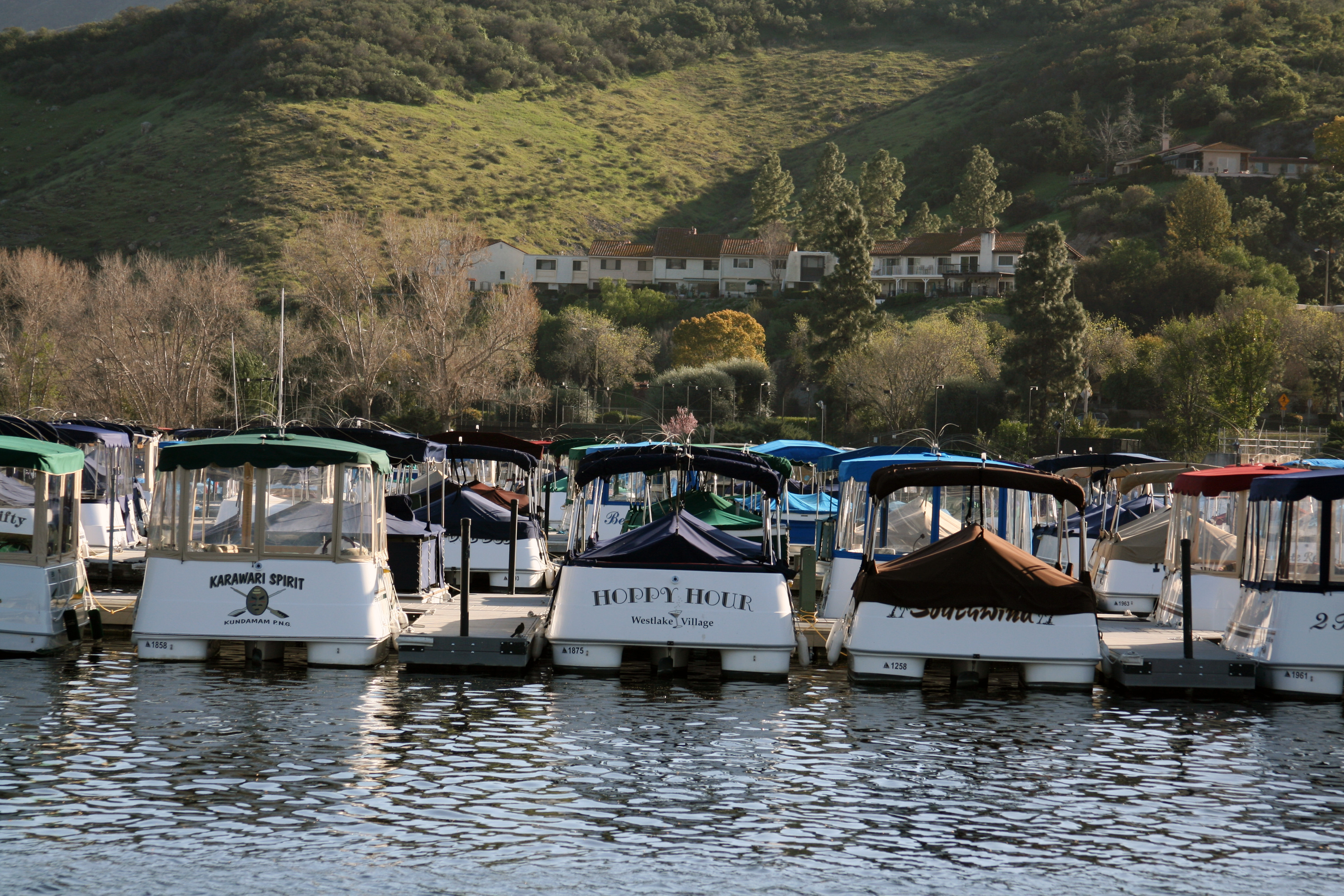
Озеро Вестлейк у Вестлейк-Вілледж

Приблизно 3000 років тому Індіанці Чумаші переселилися в цей регіон. Вони займалися полюванням на кроликів та іншу дичину, збиранням зерна та жолудів. Розкопки все ще тривають, а знайдені археологічні пам'ятки та поліхромні наскельні малюнки в цьому районі дають змогу зазирнути в соціальний та економічний розвиток стародавнього чумаського світу.
Коли перші люди оселилися на цій території — невідомо. Вчені встановили, що в 500 році до нашої ери на цій території розташовувалося чумашське село, відоме як Гіпук. Індіанці чумаші полювали на диких тварин, рибу та збирали рослини. Їхній раціон складався з жолудів, ховрахів, кроликів, скунсів, кроликів, щурів, мишей і насіння. Вони шили свій одяг зі шкіри таких тварин як кролики, олені та морські видри. Жінки носили довгі спідниці, виткані з трави або м'якої кори, а чоловіки носили шматки оленячої шкури, пов'язані навколо талії. І чоловіки, і жінки малювали малюнки на своїх тілах і носили намиста з мушлі.
Вважається, що першими європейцями, які зіткнулися з індіанцями чумаш у долині Конехо, була група чоловіків, на чолі з Гаспаром де Портола. Це сталося, коли вони поверталися з Північної Каліфорнії, в січні 1770 року. Отець Хуан Креспі, який був капеланом та відповідав за ведення щоденника експедиції, писав про Ель-Тріумфо, чумашське село. За його словами, у селі було вдосталь води і дров, а земля була вкрита пасовищами. Отець писав: «Ми перебуваємо на великій красивій рівнині із широкими пасовищами, дібровами та водою». Креспі назвав це місце El triunfo del Dulcísimo Nombre de Jesús (укр. Тріумф найсолодшого імені Ісуса). Саме там біля струмка й був їхній пристанок.
Інші села були знайдені на всій території долини, включно із Сатвіва, та ще двома селами біля Венту-Парк-Роуд у Ньюбері-Парку. Археологи вважають, що ці чумаські села були вперше заселені понад 2000 років тому. Інше село було розташоване біля Лейк-Шервуд.
У 1795 році ця територія стала частиною одного з перших іспанських земельних грантів, Ранчо Сімі, який надали родині Піко з Каліфорнії. Коли Мексика здобула незалежність від Іспанії в 1821 році, Верхня Каліфорнія стала територією Мексики, грант Ранчо Сімі було підтверджено в 1842 році.
Коли Каліфорнія була прийнята до союзу, в 1850 році, більша частина землі, яка пізніше стала округом Вентура, була розділена лише між 19 сім'ями. Пагорби, арройо, барранки та стародавні дуби були знайдені на двох мексиканських землях: Ранчо Ель-Конехо та Ранчо Лас-Вірдженес.
У 1881 році брати Расселли купили велику частину землі для розведення великої рогатої худоби. За словами Патриції Аллен, історика та нащадка сім'ї, Ендрю Расселл переміг конкурентів у купівлі землі так: він промчав теритрією в 6000 акрів (24 км²) за п'ятнадцять хвилин на візку та скріпив угоду золотою монетою у 20 доларів. Ціна за акр становила 2,50 долара. Ця територія й далі називається Ранчо Расселла, хоча в 1925 році її було продано Вільяму Рендольфу Герсту, а 1943 році — Фреду Альбертсону. Сім'я Расселлів орендувала частину землі, щоби ферма з великою рогатою худобою й далі працювала, тоді як компанія Альбертсона використовувала величезну територію як кіноранчо. У долині Конехо було знято багато фільмів і телевізійних шоу, зокрема Робін Гуд, Король щурів, Ларедо та різні епізоди Тарзана, Бака Роджерса, Димок зі ствола та Бонанзи. Фільм 1940 року Попереду небезпека знімався на бульварі Вестлейк.
У 1963 році Американсько-гавайська пароплавна компанія Даніеля К. Людвіга купила ранчо площею 12 000 акрів (49 км²) за 32 мільйони доларів. У партнерстві зі страховою компанією Prudential Insurance Company вони замовили підготовку генерального плану в архітектурно-планувальній фірмі A. C. Martin and Associates. Планувалося, що це нове «місто в країні» буде мати міцну економічну базу: комерційні райони, житлові квартали та широкі зелені зони з озером як центр міста. Видатні архітектори, інженери та землевпорядники брали участь у проєктуванні нової громади. Це — яскравий приклад спланованого передмістя в стилі 1960-х років.
За планом, територія урочища була розділена на дві частини межею округу Лос-Анджелес/Вентура. У 1968 і 1972 роках дві частини Вестлейк (8544 акрів (35 км²)), що були на стороні округу Вентура, приєднали до міста Таузанд-Оакс. У 1981 році частина округу Лос-Анджелес (3456 акрів (13,99 км²) або приблизно 1/3 громади Вестлейк) була зареєстрована як місто Вестлейк-Вілледж. Закон штату Каліфорнія забороняє місту бути у двох відокремлених округах.

## Географія

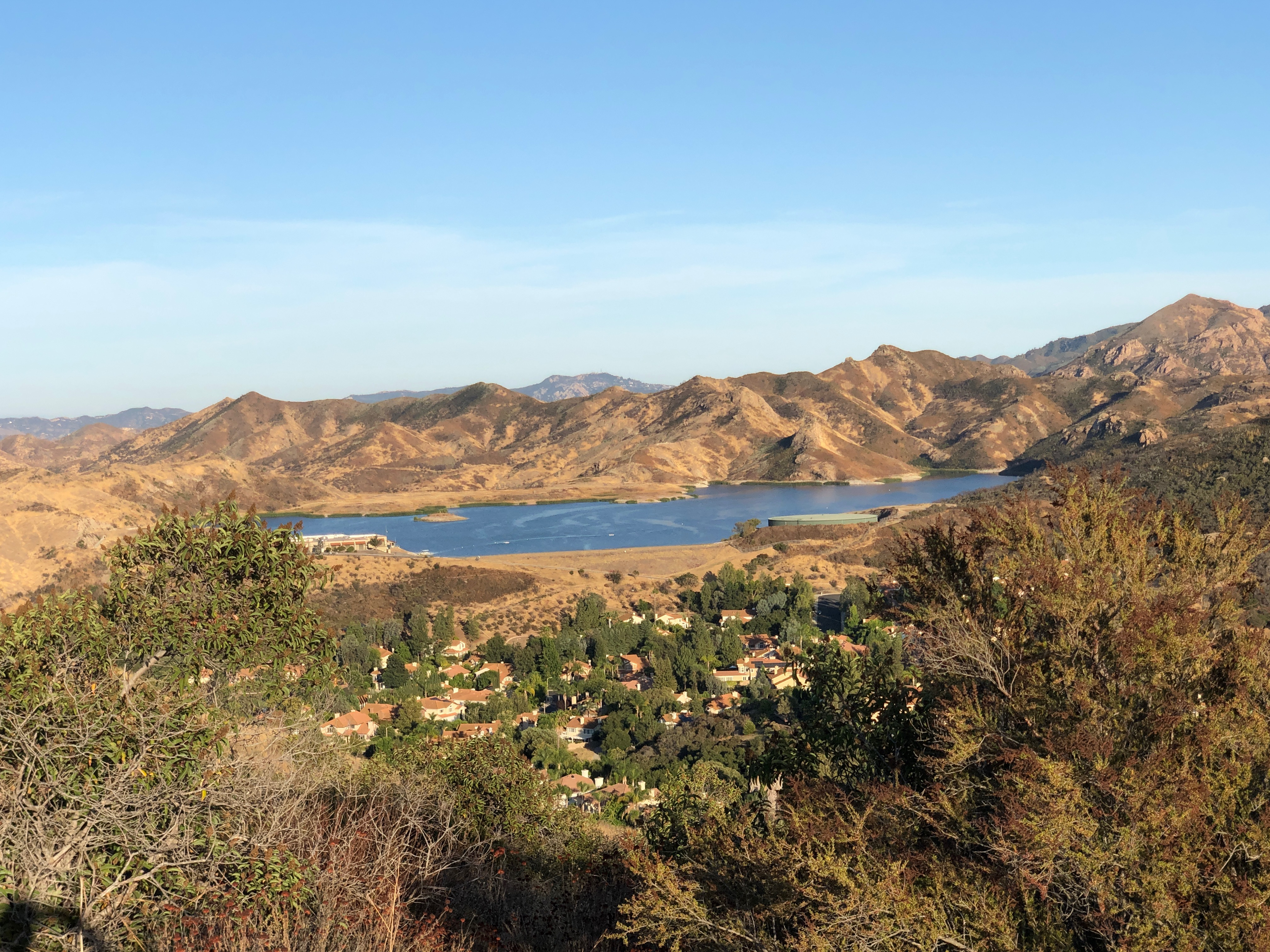
Водосховище Лас-Вірдженес

Вестлейк-Вілледж розташований за координатами 34°8′12″ пн. ш. 118°49′1″ зх. д. / 34.13667° пн. ш. 118.81694° зх. д. (34.136537, -118.816975).  За даними Бюро перепису населення США в 2010 році місто мало площу 14,26 км², з яких 13,43 км² — суходіл та 0,83 км² — водойми.
Велика частина Вестлейк-Вілледж оточена рівнинами, пішохідними та кінними стежками, а також величезною Національною зоною відпочинку «Гори Санта-Моніки». Місто розташоване в північно-західному районі гір Санта-Моніка й лежіть у 9 милях (14 км) від Тихого океану. Озеро розташоване в межах гирла річки Малібу-Крік. Вода з озера повинна мати вихід до струмку відповідно до угоди між Радою з контролю за водними ресурсами штату Каліфорнія та Асоціацією управління озером Вестлейк, приватною організацією, яка контролює роботу озера.
Хоч Вестлейк-Вілледж є спальним район Лос-Анджелеса, який розташований через автостраду Вентура (101), у ньому є багато великих комерційних офісів і штаб-квартир Dole Food Company, K-Swiss, J.D. Power and Associates, а також західний регіональний офіс (Регіон 5) Anheuser-Busch Inc.. Автострада Вентура є однією з трьох рятувальних доріг від Вестлейка до Лос-Анджелеса та Вентури. Шосе Тихоокеанського узбережжя та шосе Рональда Рейгана (118) також пролягають неподалік. До найближчого торгового центру в Таузанд-Оакс можна доїхати за декілька хвилин.
У Вестлейк-Вілледж є кілька полів для гольфу та заміських клубів: Westlake Golf Course, Sherwood Country Club і North Ranch Country Club.

Панорама Вестлейк-Вілледж

Більше половини початкової забудови «Вестлейк» проходить через межу округу в його західній частині, а також повністю пролягає в межах міста Таузанд-Оакс. Межа, яка розділяє Об’єднане місто Вестлейк-Віллідж і частину Вестлейк-Віллідж у Таузанд-Оакс, проходить через поле для гольфу Westlake Golf Course, між дорогами Лейкв’ю Каньйон і Ліндеро Каньйон, і розділяє озеро навпіл. Також поруч пролягає місцевість Лейк-Шервуд.
Місто Вестлейк-Вілледж розташоване приблизно в 40 милях (64 км) на захід від центру Лос-Анджелеса в долині Конехо. Також на околицях громади розташовані міста Таузанд-Оакс, Оак-Парк, Агура-Гіллз, Калабасас, Ньюбері-Парк і Малібу.

### Клімат
Завдяки прибережним бризам, які просочуються крізь каньйони, іноді влітку Вестлейк може бути на 10 градусів прохолоднішим і менш туманним, ніж сусідня долина Сан-Фернандо. Однак, зазвичай температура повітря у Вестлейк на 10 градусів вища, ніж на прибережних рівнинах, що розташовані нижче схила Конехо: наприклад, громади Санта-Роза-Веллі, Камарільйо та Вентура.

## Демографія

### 2010
Згідно з переписом 2010 року, у місті мешкало 8270 осіб у 3262 домогосподарствах у складі 2396 родин. Густота населення становила 580 осіб/км².  Було 3384 помешкання (237/км²).
Расовий склад населення:
| - 88,6 % — білих - 5,9 % — азіатів - 1,2 % — чорних або афроамериканців - 0,2 % — вихідців із тихоокеанських островів - 0,1 % — корінних американців - 1,4 % — осіб інших рас |

До двох чи більше рас належало 2,6 %. Частка іспаномовних становила 6,4 % від усіх жителів.
За даними перепису, 8142 особи (98,5 % населення) проживали в домогосподарствах, 121 (1,5 %) проживали у кварталах неінституціоналізованих груп, а 7 (0,1 %) були інституціоналізовані.
Нараховувалося 3262 домогосподарства, з яких у 971 (29,8 %) проживали діти до 18 років, 1985 (60,9 %) були подружніми парами, які проживали разом, 292 (9,0 %) домогосподарства були без чоловіка, 119 (3,6 %) мали чоловіка-господаря без дружини. Неодружених, але проживаючих разом, пар було 103 (3,2 %). 712 домогосподарств (21,8 %) складалися з одиноких осіб, а в 376 (11,5 %) проживали одинокі особи віком 65 років і старше. Середній розмір домогосподарства становив 2,50 особи. Загалом, налічувалося 2396 сімей (73,5 % усіх домогосподарств); середній розмір сім’ї становив 2,92 особи.
За віковим діапазоном населення розподілялося так: 21,0 % — особи молодші 18 років, 57,8 % — особи віком 18—64 років, 21,2 % — особи віком 65 років та старші. Медіана віку мешканця становила 48,7 року. На 100 осіб жіночої статі в місті припадало 94,8 чоловіків;  на 100 жінок віком від 18 років та старших — 91,2 чоловіків також старших 18 років.
Було 3384 одиниць житла із середньою щільністю 237,4/км², з яких 2745 (84,2 %) були зайняті власниками, а 517 (15,8 %) були зайняті орендарями. Рівень вакантності власників житла склав 1,0 %; рівень вакантності орендної плати склав 4,4 %. У власному житлі проживало 6906 осіб (83,5 % населення), в орендованому — 1236 осіб (14,9 %).
Середній дохід на одне домогосподарство становив 160 845 доларів США (медіана — 113 884), а середній дохід на одну сім’ю — 187 890 доларів (медіана — 142 383). Медіана доходів становила 111 597 доларів для чоловіків та 67 731 долар для жінок. За межею бідності перебувало 6,1 % осіб, зокрема 3,5 % дітей віком до 18 років та 7,9 % осіб віком 65 років та старших.
Цивільне працевлаштоване населення становило 4046 осіб. Основні галузі зайнятості: освіта, охорона здоров’я та соціальна допомога — 24,2 %, науковці, спеціалісти, менеджери — 19,8 %, фінанси, страхування та нерухомість — 12,1 %, виробництво — 10,2 %.

## Економіка
Штаб-квартира Dole Food Company розташована у Вестлейк-Вілледж. У 1994 році компанія Dole оголосила, що завершить свої плани з будівництва своєї всесвітньої штаб-квартири на території площею 30 акрів (120 000 м2), що розташована на північ від Автостради Вентура у Вестлейк-Вілледж. Рішення було відкладено через випробування на забруднення ґрунтових вод і перегляд можливої ревізії плану території. Очікувалося, що Dole презентує свої плани для остаточного затвердження міською радою Вестлейк-Вілледж 9 лютого 1994 року. K-Swiss, Guitar Center, PennyMac Loan Services і Ryland Homes також мають свої штаб-квартири у Вестлейк-Вілледж.

### Топові рободавці
Відповідно до комплексного річного фінансового звіту міста за 2020 рік, найбільшими роботодавцями в місті є:
| #  | Роботодавець             | Кількість робітників |
| -- | ------------------------ | -------------------- |
| 1  | Bank of America          | 1150                 |
| 2  | Four Seasons Hotel       | 500                  |
| 3  | Move Inc.                | 300                  |
| 4  | iPayment                 | 300                  |
| 5  | Costco                   | 275                  |
| 6  | Oaks Christian School    | 250                  |
| 7  | Conversant               | 225                  |
| 8  | Target                   | 200                  |
| 9  | Warner Pacific Insurance | 175                  |
| 10 | Call Source              | 150                  |

## Уряд
У законодавчих зборах штату Вестлейк-Вілледж розташований у 27-му окрузі Сенату штату Каліфорнія, який представляє демократ Генрі Стерн, а також у 44-му окрузі Асамблеї штату Каліфорнія, який представляє демократ Джекі Ірвін. На федеральному рівні Вестлейк-Вілледж розташований у 26-му виборчому окрузі Каліфорнії, який має CPVI D +2 і представлений демократом Джулією Браунлі.
Станом на травень 2009 року 1943 (33 %) із 5876 зареєстрованих виборців у Вестлейк-Вілледж зареєстровані як демократи, 2583 (44 %) — як республіканці, а 1101 (19 %) відмовилися вказати партійну належність.
Місто Вестлейк-Вілледж обслуговує станція Малібу/Лост-Хіллз у Калабасасі, яка підпорядковується Департаменту шерифа округу Лос-Анджелес.

## Інфраструктура
Муніципальний водний район Лас-Вірдженес надає послуги з питної, вторинної та каналізаційної води жителям і підприємствам Вестлейк-Вілледж.

## Освіта
Громада входить до Об’єднаного шкільного округу Лас-Вірдженес (англ. Las Virgenes Unified School District, скорочено LVUSD).
Мешканці відвідують такі школи: початкову школу Вайт-Оак (англ. White Oak Elementary School) у Вестлейк-Вілледж, середню школу Ліндеро-Каньйон (англ. Lindero Canyon Middle School) в Агура-Гіллз і старшу школу Агура (англ. Agoura High School) в Агура-Гіллз.
Неподалік у Таузанд-Оакс розташован центр Каліфорнійського лютеранського університету.

## У масовій культурі
У Вестлейк-Вілледж є ранчо Расселла, де проходило фільмування таких фільмів, як Робін Гуд (1922), Нумо, Тарзан (1932), Бак Роджерс (1939), Король щурів (1965), Ларедо (1965—67), Димок із дула (1955—1975) і Бонанза (1959—1973). Батіг (1930) також знімали на ранчо Расселла, тоді як Попереду небезпека (1940) був знятий на бульварі Вестлейк. Для фільмування поліцейської дільниці у фільмі Руйнівник (1993) використали будівлю Бакстер (штаб-квартира компанії GTE на той час), а сцени з Другого шансу (2006) були зняті в старшій школі Вестлейк. Також тут знімали й інші фільми, включно з Малюк-каратист (1984), Американський пиріг (1999) та Подружки нареченої (2011).
У Вестлейк-Вілледж було знято два епізоди із серіалу Янголи Чарлі (1976—1981): Вбивчий вид (англ. The Killing Kind) (1976) і Янгол у коробці (англ. Angel in a Box) (1979).
Фільм Бонні і Клайд (1967) містить сцени зі Скелтон-Каньйон-роуд (англ. Skelton Canyon Road) (Бульвар Вестлейк), а телесеріал ФБР (1965—1974) частково знімався на злітно-посадковій зоні.

## Парки та зони відпочинку
Поруч із Вестлейк-Вілледж пролягає Національна зона відпочинку «Гори Санта-Моніки», де є багато природних стежок для туристів, любителів походів у гори, гірських велосипедистів, вершників, любителів пікніків та кемперів.

### Парки
- Берніс Беннетт (англ. Berniece Bennett)
- Каньйон-Оакс (англ. Canyon Oaks)
- Фоксфілд (англ. Foxfield)
- Ранчо Расселла
- Трі-Спрингс (англ. Three Springs)
- Парк Тріунфо-Крік (англ. Triunfo Creek Park)
- Громадський парк Вестлейк-Вілледж (англ. Westlake Village Community Park)
- Парк для собак Вестлейк-Вілледж (англ. Westlake Village Dog Park)

## Визначні особи
- Девід Андерсон, ресивер NFL[45]
- Джеймс Кевізел, актор[46]
- Джиммі Клаусен, квотербек Notre Dame та NFL[47]
- Ленні Дайкстре, центральний філдер у бейсболі[48]
- Вейн Грецкі, Зал Слави з хокею[49]
- Одлі Гаррісон, Олімпійський чемпіон 2000 року з боксу у важкій вазі з Великобританії[50]
- Маріель Гемінґвей, акторка[51]
- Галк Гоган, професійний реслер та актор[52]
- Кобі Джонс, колишній футболіст команди Los Angeles Galaxy[53]
- Кетрін Джустен, акторка[54]
- Скарлетт Кіган, акторка[55]
- Гейлі Кійоко, акторка, танцівниця, співачка й музикантка[56]
- Мартін Ловренс, комік та актор[57]
- Майк Ліберталь, володар премій Золота Рукавиця та Всіх Зірок як бейсбольний кетчер[58]
- Джонатан Липнікі, актор[59]
- Гізер Локлір, акторка[60]
- Морін МакКормік, акторка, зіграла Маршу Брейді в телесеріалі Сімейка Брейді[61]
- Джо Монтана, квотербек із Зала Слави[62]
- Едді Мані, музикант[63]
- Алексіс Неєрс, телеведуча[64]
- Джон Ратценбергер, актор, найбільш відомий як поштовий працівник Кліфф Клавін із ситкому 80-х Будьмо[65]
- Кім Річардс, дитина-актор та телеведуча в реаліті-шоу Справжні домогосподарки Беверлі-Гіллз[66]
- Міккі Руні, актор[67]
- Бас Рюттен, боєць змішаних єдиноборств та актор[68]
- Майк Соша, бейсболіст та менеджер МЛБ[69]
- Джордж К. Скотт, актор[70]
- Він Скаллі, мовник Los Angeles Dodgers[71]
- Майк Сейдман, футболіст НФЛ[72]
- Вілл Сміт, музикант та актор[73]
- Роберт Сток, бейсболіст МЛБ[74]
- Томмі Таєр, провідний гітарист групи KISS[75]
- Гільєрмо дель Торо, режисер фільмів[76]
- Джеред Вівер, колишній пітчер команди Los Angeles Angels[77]
- Пітер Вебер, телеведучий[78]
- Ґері Вічард, футболіст коледжу та професійний спортивний агент[79]
- Ерік Віналда, футболіст[80]
- Крістіан Єліч, бейсболіст[81]
- Роберт Янг, актор[82]